# Andoversford
Andoversford is een civil parish in het Engelse graafschap Gloucestershire.